# Vigantice
Vigantice (en allemand : Wigantitz) est une commune du district de Vsetín, dans la région de Zlín, en Tchéquie. Sa population s'élevait à 1 093 habitants en 2020.

## Géographie
Vigantice se trouve à 4 km au sud-est du centre de Rožnov pod Radhoštěm, à 19 km au nord-est de Vsetín, à 46 km au nord-est de Zlín et à 279 km à l'est-sud-est de Prague.
La commune est limitée par Dolní Bečva au nord, par Hutisko-Solanec à l'est et au sud, et par Rožnov pod Radhoštěm à l'ouest.

## Histoire
La première mention écrite du village date de 1411.

## Personnalité
- Milan Baroš, joueur de football, y est né en 1981.